# Synarchie
La synarchie désigne originellement une forme théorique d'organisation sociale tripartite développée à la fin du XIXe siècle par le poète et écrivain français Joseph Alexandre Saint-Yves d'Alveydre. Dans son œuvre, cet auteur affirme son rôle messianique en proposant un mode de gouvernance simultané des « aspects intellectuels et spirituels d'une part, politiques, militaires et juridiques d'autre part, économiques et sociaux enfin, de toute collectivité humaine ». Cette œuvre est tout sauf secrète, son auteur (qui n'appartient lui-même à aucune société occulte) essayant au contraire de la propager le plus ouvertement, mais elle a peu de succès et n’a jamais été connue que par un petit nombre avant la réutilisation du terme dans les années 1940.
Le terme devient alors la désignation d'une supposée société secrète, occulte, et dotée de gigantesques pouvoirs néfastes, qui par un mystérieux « pacte synarchique d'Empire » d'inspiration ésotérique organise un « complot synarchique » contre et au sein même du régime de Vichy. Le mythe est inventé au printemps 1941 par les tenants du collaborationnisme et de l'antisémitisme les plus frénétiques, en vue de dénoncer leurs adversaires du mouvement technocratique, au moment où ceux-ci prenaient l'ascendant au sein du gouvernement François Darlan. En juin 1941, les feuilles L'Appel et Au pilori accusent à grand fracas la synarchie, « la plus secrète des loges maçonniques », de saboter la révolution nationale de Vichy, les accords franco-allemands de Montoire et la politique antisémite. Ces polémistes, dont le plus influent est Marcel Déat, reprennent et élargissent ce mythe et en juillet 1941 le chef de la police Chavin amplifie la rumeur avec un rapport qui circule y compris dans les ambassades étrangères.
Après la Libération, le mythe perdure et refait surface périodiquement, mais évoluant en « un discours anticapitaliste d'extrême gauche qui instruit à travers la synarchie le procès traditionnel du « grand capital » et des élites. »

## La Synarchie des occultistes

### Étymologie
Le plus ancien usage connu du mot synarchie est attribué à Thomas Stackhouse (1677-1752), un homme de clergé anglais, dans New History of the Holy Bible from the Beginning of the World to the Establishment of Christianity. Synarchie est composé du préfixe "syn-" (élément du grec signifiant avec) et du mot arkhê, (en grec ἀρχή, « origine », « principe », « pouvoir » ou « commandement »).

### La Synarchie selon Saint-Yves d'Alveydre

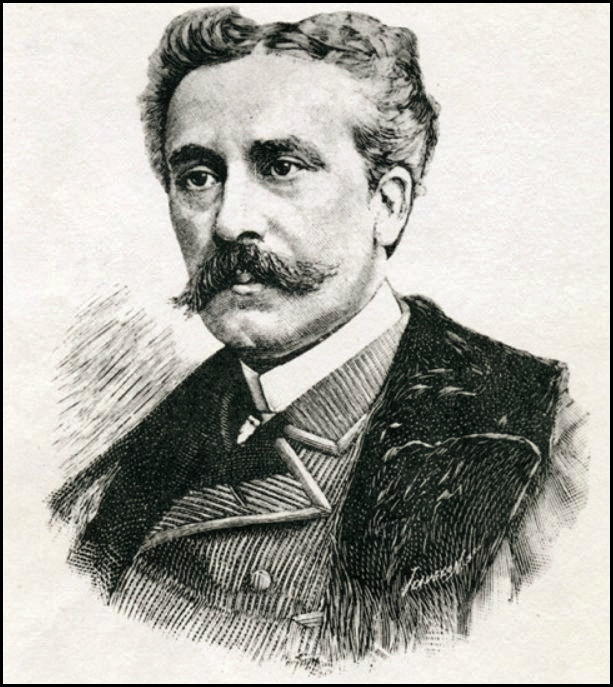
Saint-Yves d'Alveydre.

La Synarchie est une forme de gouvernement exposée par Saint-Yves d'Alveydre dans ses ouvrages, notamment La France vraie (1887).

#### Synarchie nationale

##### Autorité et Pouvoir
Saint-Yves d'Alveydre reprend la distinction classique entre l'autorité et le pouvoir, pour la developper en une organisation politique et une forme de gouvernement, qu'il appelle la Synarchie , dans laquelle ceux qui ont le pouvoir sont subordonnés à ceux qui ont l'Autorité.
Saint-Yves d'Alveydre distingue ainsi le pouvoir de l'autorité : « L'Autorité proprement dite n'appartient jamais à la force. La politique en est essentiellement dépourvue. Pour rendre plus sensible la différence du Pouvoir et de l'Autorité, je prendrai pour milieu d'observation la Famille.
Le père exerce le Pouvoir sur ses fils, la mère et le grand-père l'Autorité. Dès que cette dernière, toute intellectuelle, toute morale, emploie directement la force, soit dans la Famille, soit dans la Société, elle se perd en se confondant avec le Pouvoir. ».
Saint-Yves d'Alveydre applique cette distinction à la société :
- L'autorité doit appartenir, selon lui, à un "Corps enseignant" réunissant toutes les institutions enseignantes du pays. Un Souverain Pontife doit être mis à la tête de ce corps enseignant. Il doit être désigné d'après ses mérites par le Corps enseignant et il ne dispose que de sa science et de l’estime générale pour asseoir son autorité.

Le chef de l’Exécutif et tous les fonctionnaires sont choisis par l'examen par le corps enseignant et lui restent subordonnés.
- Dans ce type de gouvernement les trois fonctions essentielles de l'activité collective des sociétés : l’Enseignement, la Justice et l’Économie sont représentées par trois chambres sociales non politiques élues professionnellement au suffrage universel. Ces Chambres sociales élaborent les projets de loi.

À ces trois Chambres correspondent trois corps politiques qui ont pour tâche de promulguer et d'appliquer les lois préparées avec mandat impératif par les trois Chambres sociales.
Les corps politiques ne peuvent promulguer que des lois préparées à l'avance par ces Chambres sociales.

##### État Social et État Politique
Selon Saint-Yves d'Alveydre, l'action politique d'un gouvernement sur un peuple ne peut s’exercer sans tenir compte de ce peuple : une loi politique constitutionnelle suppose donc une loi antérieure établissant l'organisation sociale des gouvernés. Il distingue ainsi
- la « loi sociale » des gouvernés, qui concerne les trois pouvoirs de l’État social : Enseignement, Juridique, Économique.
- la « loi politique » des gouvernants, qui concerne les trois pouvoirs de l'État politique : pouvoir délibératif, pouvoir judiciaire, pouvoir exécutif.

La Synarchie est l'alliance de ces deux Lois. Les « Conseils sociaux » agissent sur les « Conseils politiques du gouvernement » : l'Enseignement agit sur le Délibératif, le Juridique sur le Judiciaire, l'Ordre Economique sur l'Exécutif. Ensuite, les pouvoirs des gouvernants réagissent sur ceux des gouvernés, en leur rendant en acte ce qu'il en a reçu en puissance.

#### Synarchie européenne
Saint-Yves d'Alveydre traite de la Synarchie européenne dans son ouvrage « La Mission des Souverains ».

### Diffusion des idées synarchistes au sein des mouvements occultistes

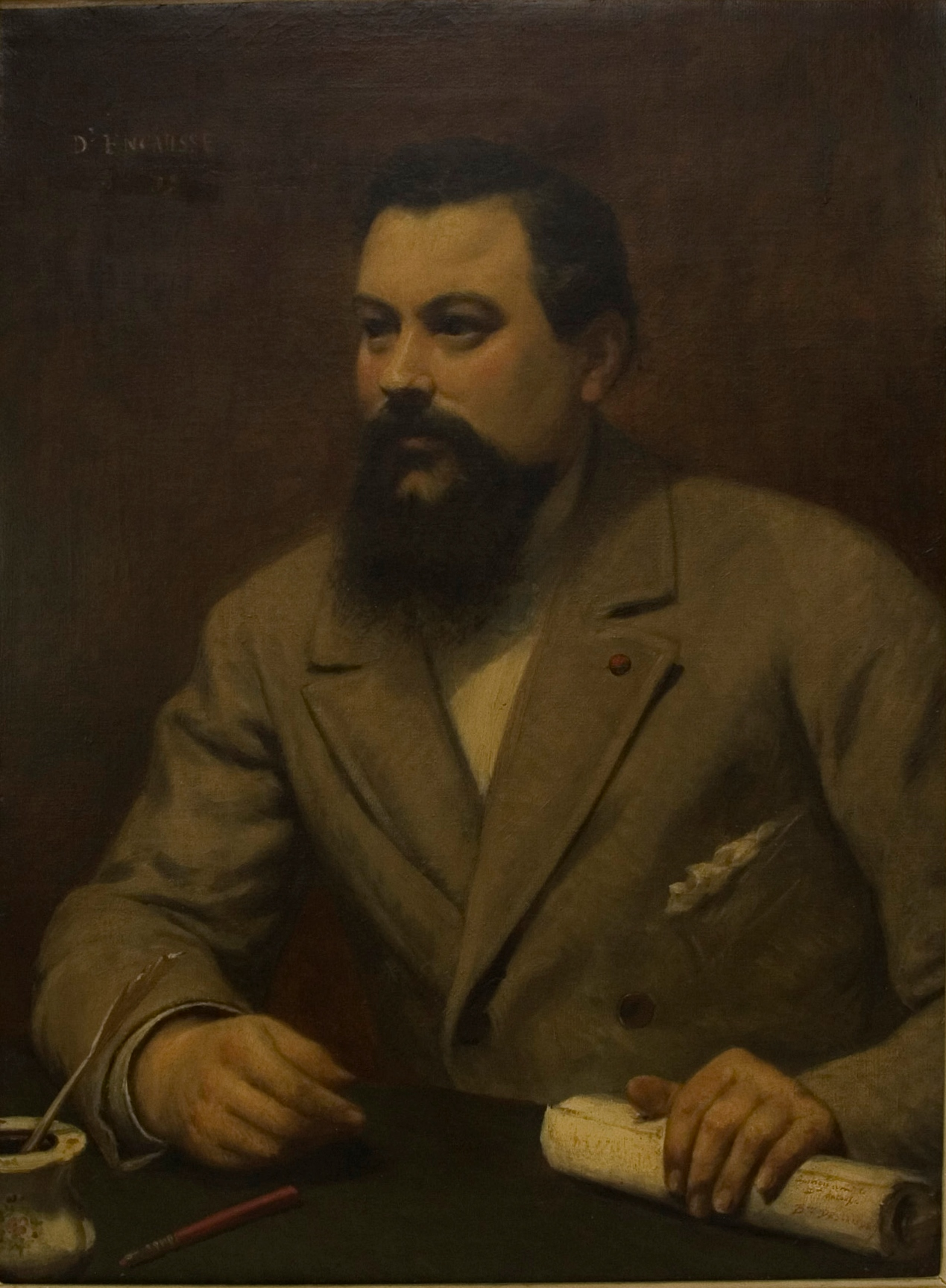
Le docteur Gérard Encausse, dit Papus
(portrait peint en 1899).

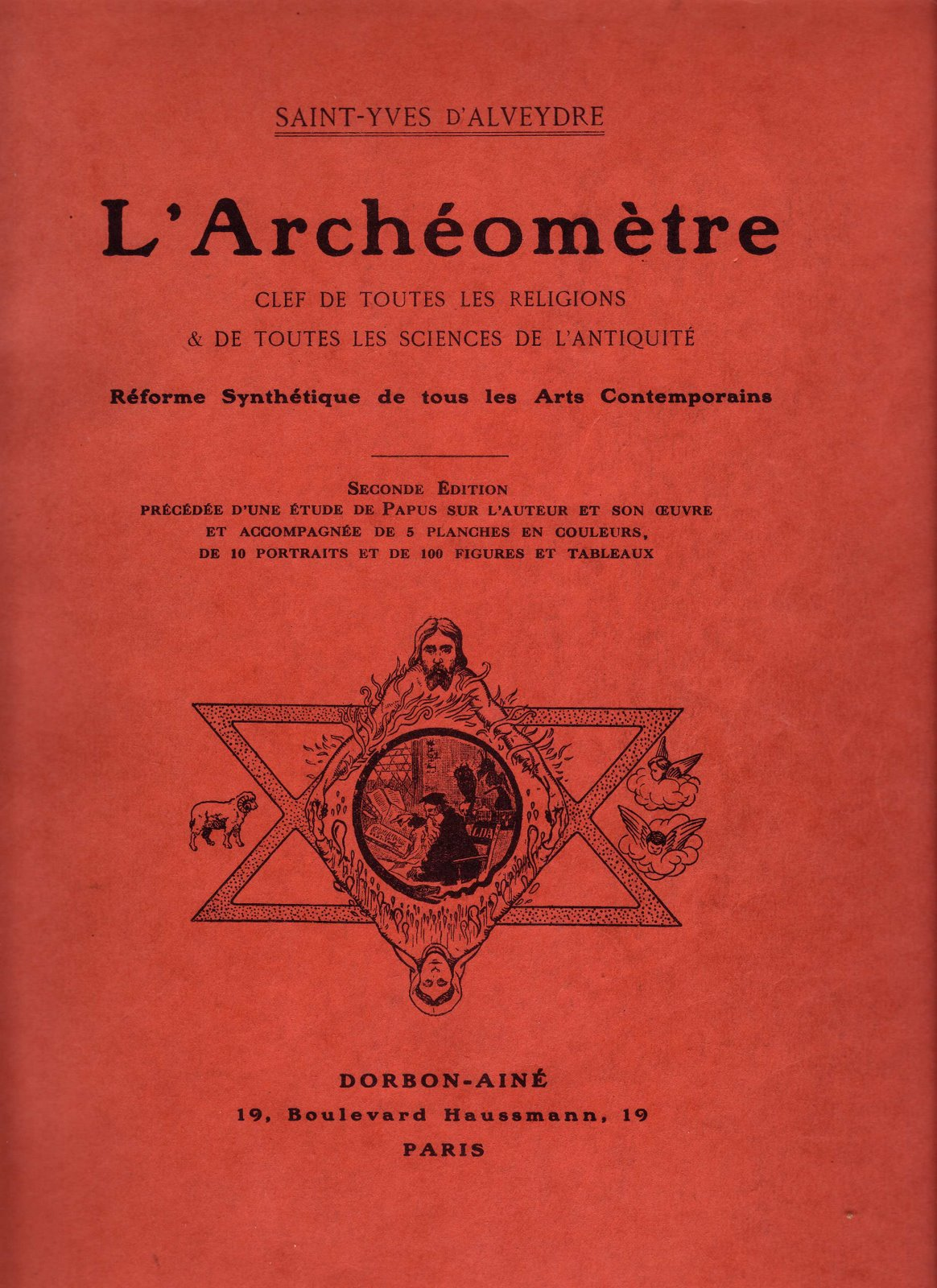
Couverture de l'ouvrage publié par l'association « les amis de Saint-Yves » : L'Archéomètre, clef de toutes les religions et de toutes les sciences de l'antiquité, réforme synthétique de tous les arts contemporains, seconde édition, après 1912.

Auteur d'ouvrages sur la franc-maçonnerie, Jean Saunier entend « situer l'occultisme contemporain » de Saint-Yves d'Alveydre « dans une histoire des idées sociales, largement marquée par le romantisme social et l'utopie ». Le concepteur de l'archéomètre « prétendait à une royauté initiatique et se posait par là en « Grand Initié » », précise également Saunier. Malgré les efforts déployés par Saint-Yves d'Alveydre, puis par certains de ses disciples autoproclamés pour promouvoir politiquement le projet synarchique, l'attrait pour ces conceptions utopistes est quasi-nul et s'exerce seulement sur quelques personnalités et divers petits groupes occultistes qui rêvent d'un gouvernement élitiste fondé sur des principes d'harmonie cosmique [réf. nécessaire].
À l'instar d'autres personnalités comme Éliphas Lévi, Saint-Yves d'Alveydre — lui-même inspiré par divers penseurs utopistes — exerce une influence au sein du mouvement occultiste qui prend de l'ampleur dans le dernier quart du XIXe siècle. Aux yeux de « plusieurs générations d'occultistes », toutes obédiences confondues, « la synarchie constitue une donnée permanente » durant le XXe siècle : martinistes tels Papus et Constant Chevillon, anthroposophes comme Rudolf Steiner, théosophes avec Curuppumullage Jinarajadasa et Vivian du Mas... Pour autant, « la notoriété de Saint-Yves n'a jamais dépassé le domaine de l'occultisme », souligne Jean Saunier. Celui-ci réfute donc toute « efficacité politique » de la part des « quelques petits cénacles occultistes » représentant ostensiblement le courant synarchique tout au long de « l'histoire complexe et un peu dérisoire de l'occultisme au XXe siècle ».
En 1887, le docteur Gérard Encausse fait la connaissance de Saint-Yves, qu'il considère rapidement comme son « maître spirituel ». Le médecin se documente particulièrement au sujet de son projet d'archéomètre. Par la suite, 
Encausse, dit « Papus », fonde en 1891 l'Ordre martiniste qui se réclame de l'enseignement de Louis-Claude de Saint-Martin, dit « le Philosophe inconnu ». Regardant les associations occultistes avec condescendance, Saint-Yves n'adhère pas à l'Ordre martiniste, contrairement aux allégations qui l'en qualifient parfois de « Grand Maître ».
Après le décès de Saint-Yves à Pau, le 5 février 1909, des disputes éclatent entre les disciples qui revendiquent son héritage. Papus négocie alors un accord avec les deux légataires universels de Saint-Yves, le comte et la comtesse de Keller, puis s'emploie à diffuser les idées du « Maître » en fondant une bibliothèque et un musée. Enfin, il réussit non sans mal à éditer L'Archéomètre en 1912, mais en dépit de sa lettre enthousiaste adressée à Keller (« le grand jour est arrivé [...] les efforts de Saint-Yves sont synthétisés, publiés, et chacun [...] à même d'en juger l'importance et la valeur »), l'œuvre demeure confidentielle. « Les années 1910-1914 marquent un déclin assez général de l'occultisme », observe Olivier Dard.
Face à la perspective d'une guerre prochaine, Gérard Encausse tente de promouvoir politiquement les idées synarchistes,. Lorsque le conflit éclate, il est mobilisé comme médecin-chef, contracte la tuberculose et meurt le 25 octobre 1916. Son successeur, Charles Détré, dit « Teder », incline à penser l'Ordre martiniste « comme une obédience maçonnique » et à « subordonner l'admission à la possession préalable de grades maçonniques ». Teder décède en 1918. Jean Bricaud, patriarche de l'« Église gnostique universelle », accède alors à la tête de l'Ordre et en modifie le rituel, écartant ainsi les femmes et les non-maçons. Cette ligne est maintenue par Constant Chevillon, employé de banque devenu Grand Maître de l'Ordre en 1934 jusqu'à son assassinat par la Milice le 25 mars 1944.
Or les ambitions individuelles visant le titre de Grand Maître ainsi que les réformes lancées après la disparition de Papus suscitent des brouilles au sein de l'Ordre martiniste durant l'entre-deux-guerres. En arguant son orthodoxie, un martiniste dissident nommé Victor Blanchard fonde l'« Ordre martiniste et synarchique » au début de la décennie 1920,. Chef du secrétariat général de la présidence de la Chambre des députés, ce fonctionnaire « se réclame du projet de Saint-Yves d'Alveydre, rêvant d'un gouvernement élitiste fondé sur des principes d'harmonie cosmique », note l'historien André Combes.

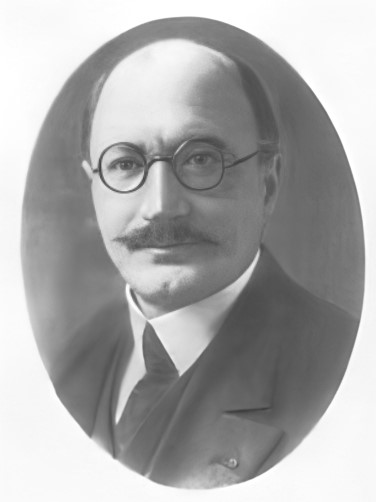
Victor Blanchard.
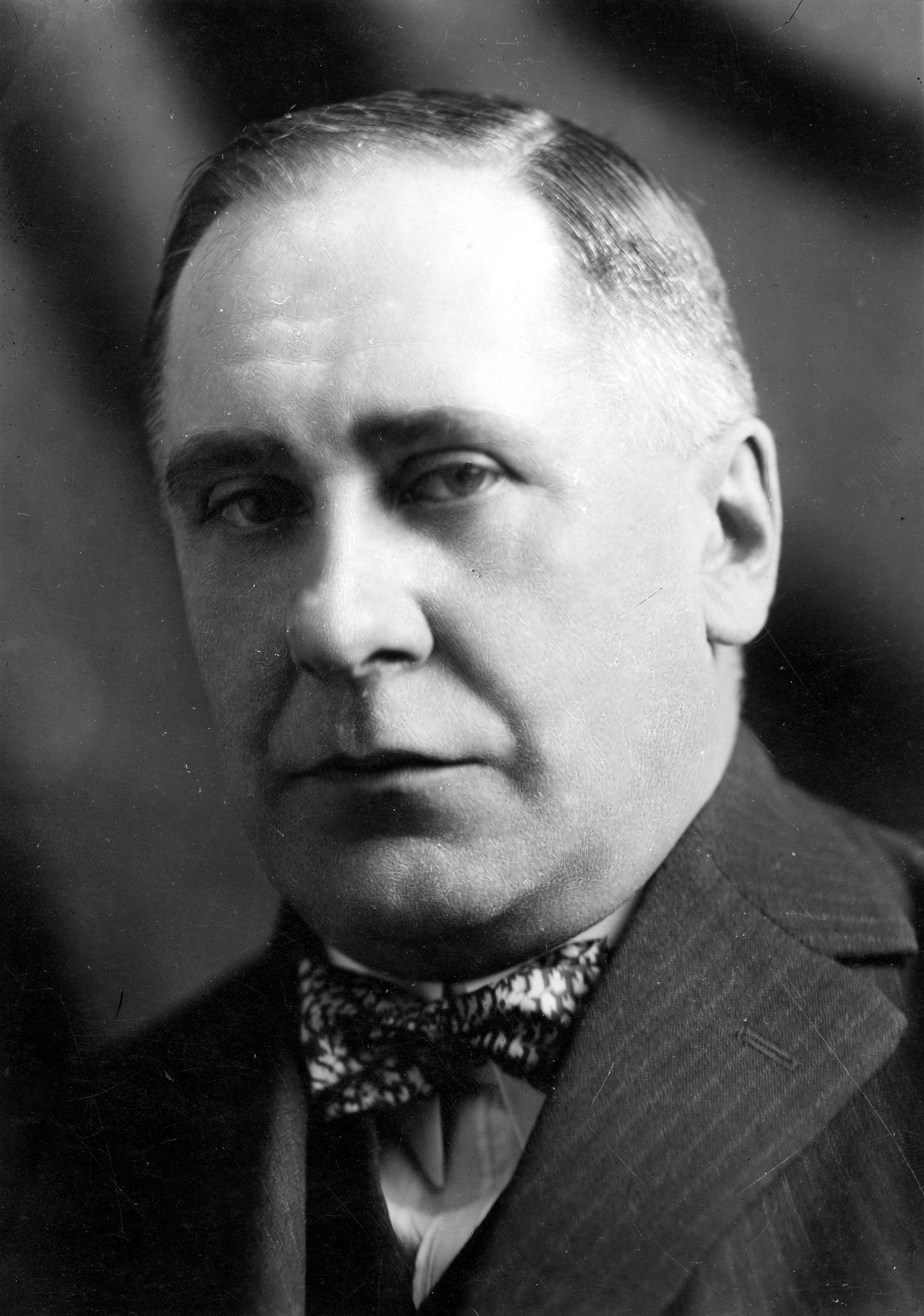
Ferdynand Ossendowski.
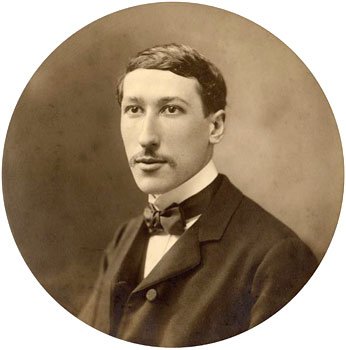
René Guénon.
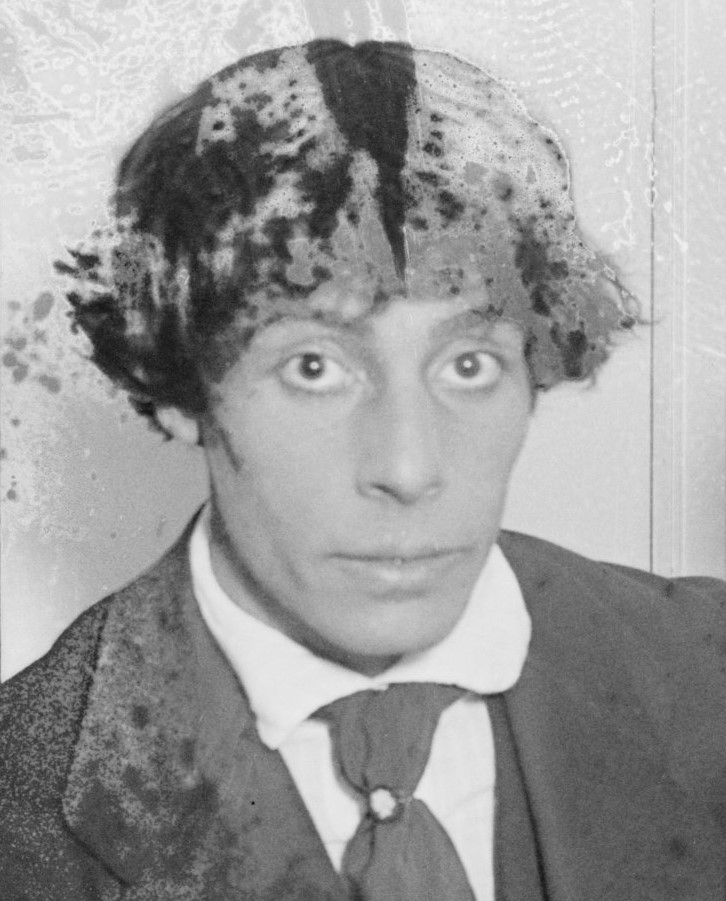
Vivian Postel du Mas.

Certains concepts formulés par Saint-Yves d'Alveydre sont repris par d'autres auteurs, notamment l'Agartha que l'aventurier Ferdynand Ossendowski transforme en « royaume souterrain » d'« Agarthi » dans son récit Bêtes, Hommes et Dieux en 1924.

### La synarchie des occultistes et l'idée de complot
Pour promouvoir son système, Saint-Yves publie plusieurs ouvrages, tient des conférences, participe à la création d’un syndicat[réf. nécessaire], obtient des entretiens officiels avec des hommes politiques (Jules Grévy, Sadi Carnot[réf. nécessaire], etc.), etc. Il mène ainsi une campagne de propagande pour la diffusion de la Synarchie au grand jour.
Selon ses défenseurs, on ne peut donc pas utiliser la Synarchie de Saint-Yves pour justifier, même en théorie, le moindre complot, coup d’État ou révolution. L'idée de complot serait la négation de la Synarchie de Saint-Yves parce que celle-ci ne peut s’établir qu’au vu et au su de tous puisqu’elle est universelle. Tel est le sens premier que Saint-Yves lui donne dans La Mission des ouvriers l'association de tous : « Dans la Mission actuelle des Souverains, j'ai donné à ce Gouvernement nouveau ce nouveau nom : la Synarchie, comme qui dirait l'association de tous, le Totalisme, au lieu du Nihilisme. ».
Saint-Yves lui-même n’aurait jamais adhéré à une quelconque société secrète et n’en ayant fondé aucune.
L'historien Jean-Noël Jeanneney souligne que la Synarchie a existé mais tout autrement que ne le dit le mythe : « Elle prend sa place dans la longue histoire, extrêmement complexe et un peu dérisoire, de l'occultisme et de ses sectes qui réunissent, d'âge en âge, de gentils toqués, de petits habiles et des philosophes autodidactes aux aspirations planétaires. »

## Le mythe du «complot synarchique»

### Sous le régime de Vichy

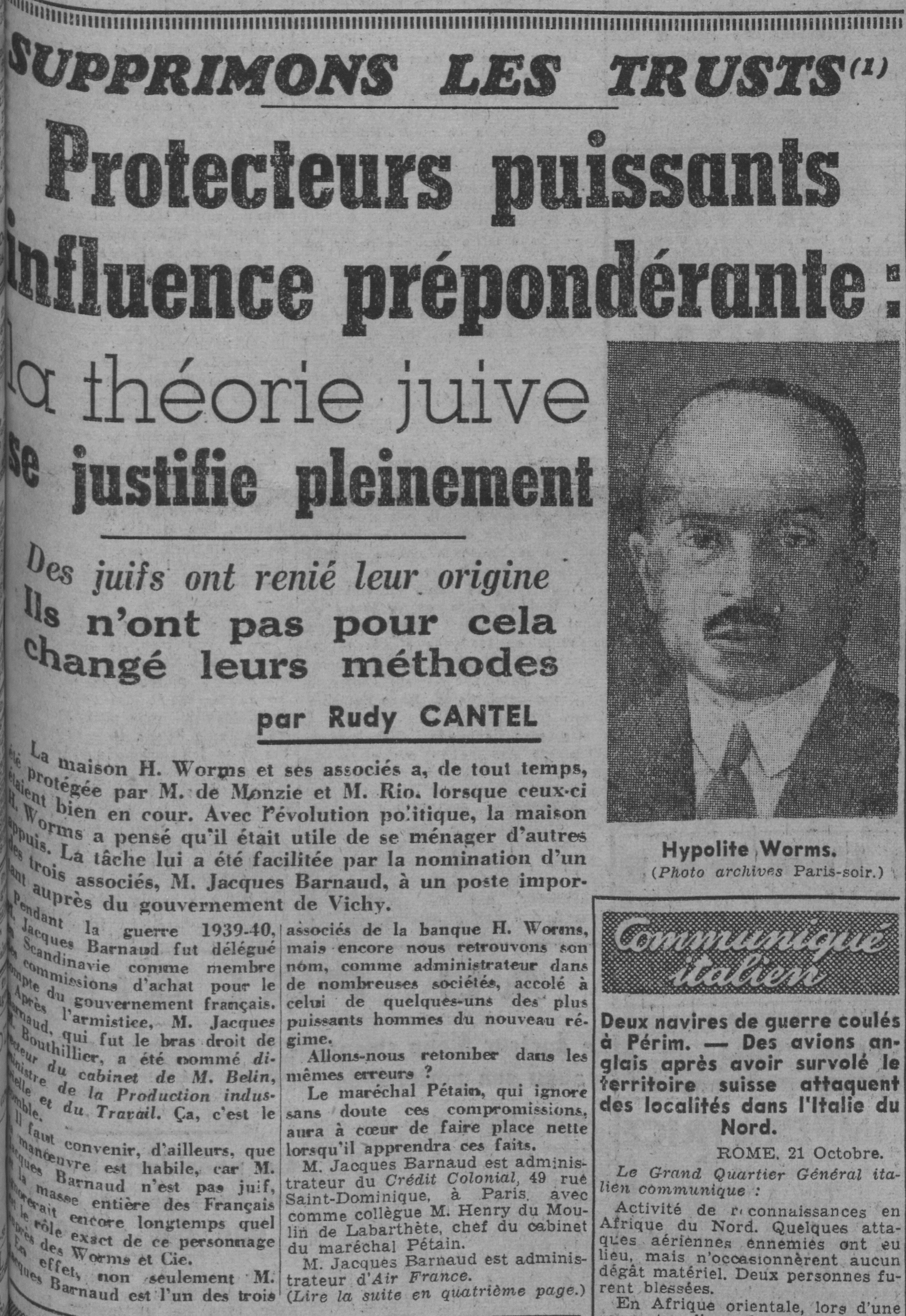
Journal contrôlé par la Propagandastaffel, Paris-soir dénonce Jacques Barnaud, associé gérant de la banque Worms et technocrate nommé à Vichy, comme symbole des trusts et de l'influence juive (23 octobre 1940).

Le terme de Synarchie a été beaucoup utilisé au début des années 1940, pour évoquer un complot cherchant à imposer à la France un gouvernement technocratique allant à l'encontre des objectifs de la Révolution nationale pétainiste. Ce thème apparaît dans des livres, journaux, notes personnelles et circulantes, etc.
Les historiens contemporanéistes s'accordent pour qualifier le complot synarchique de mythe,,,,,,,,,,,,,,.

« Les réactionnaires, partisans d'un retour à l'ordre moral, s'opposaient aux technocrates. Cela aboutit à la dénonciation par les anciens de la Cagoule et de l'Action française, associés pour le coup aux collaborationnistes et notamment à Marcel Déat, d'un prétendu « complot synarchique », fomenté par les anciens d'X-Crise, des financiers proches de la banque Worms et d'une partie de l'entourage de l'amiral Darlan, comme des membres de son gouvernement. Le complot fut accusé, pêle-mêle, d'être responsable de l'éviction de Pierre Laval en décembre 1940, d'avoir fait échouer Montoire, de protéger les intérêts des Juifs, des financiers, des grands patrons et pour finir d'être responsable de l'échec de la Révolution nationale. »

— Nicolas Beaupré, Les Grandes Guerres, p. 827-828
Selon l'historien Jean-Noël Jeanneney, le complot synarchique est d'abord censé être une émanation des technocrates exécrée par les éléments les plus réactionnaires de Vichy et la presse parisienne d'orientation fasciste, donc venue de la gauche ("judéo-maçonnisme"), avant d'être présentée, par retournement, comme un impérialisme financier visant à assujettir toutes les économies, venue de la droite ("judéo-réaction"). Ce retournement favorisera sa persistance après la Libération, étant repris par des centaines d'articles de la presse de gauche et même évoqué lors des procès des collaborateurs.

#### Contexte politique: le gouvernement de l'amiral Darlan
Vichy a été décrit par le politiste Stanley Hoffmann comme une "dictature pluraliste" : les différentes tendances non démocratiques s'y affrontent sans parti unique.

Après le limogeage rocambolesque de Laval par Pétain, le 13 décembre 1940, qui suscite une forte réaction des Allemands, l’intermède de Flandin au gouvernement ne dure pas. L'amiral Darlan est appelé au gouvernement en février 1941. La composition de ce gouvernement mêle, selon Henri Moisset, des "vieux Romains" (traditionalistes proches de Pétain) et des "jeunes cyclistes" (technocrates qui ambitionnent de moderniser le pays à partir des ministères techniques). 

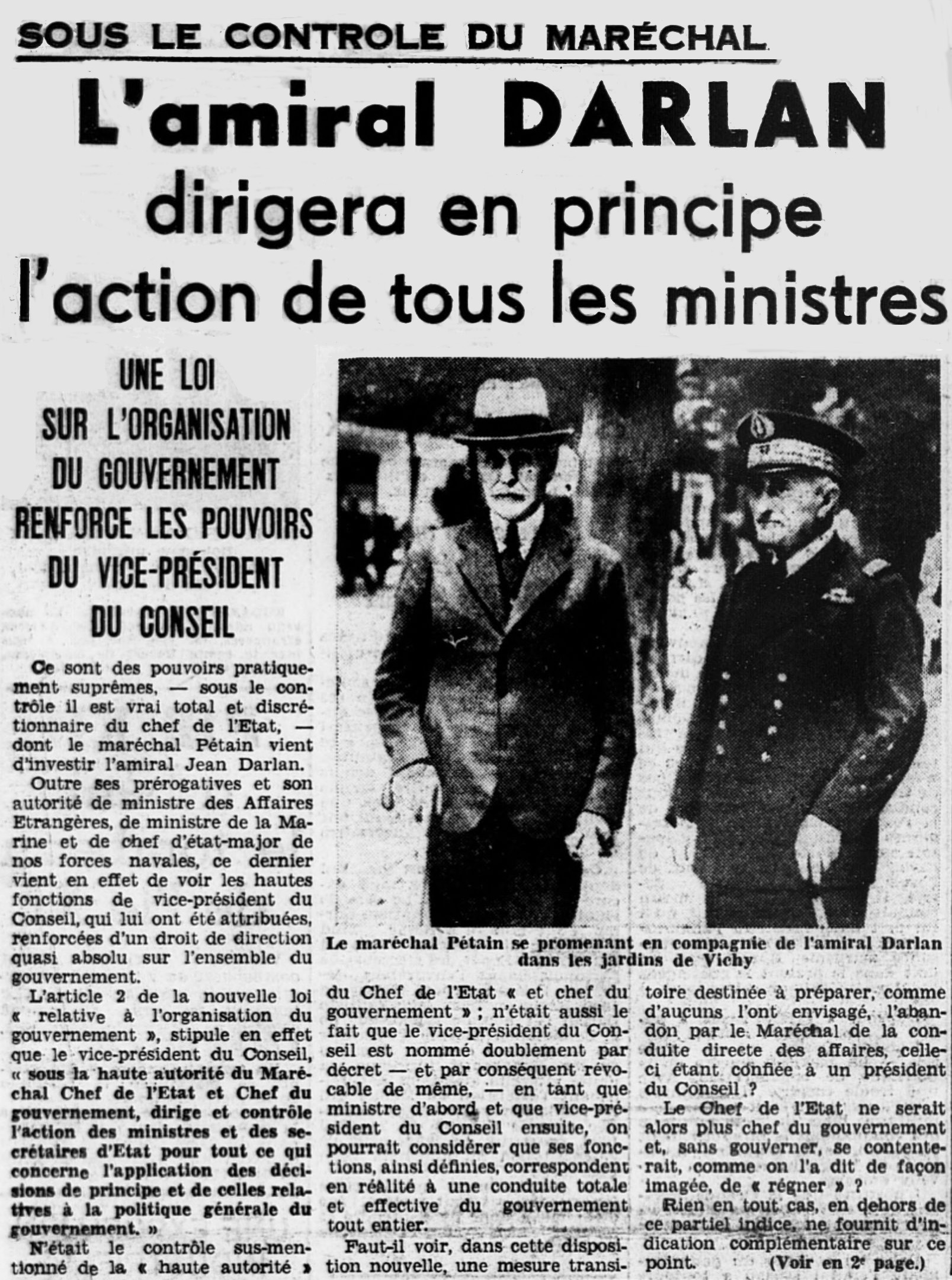
Une du journal L'Ouest-Éclair du 12 février 1941, évoquant la formation du gouvernement François Darlan.

Certains d'entre eux, comme Pucheu, Lehideux (délégué général à l'Équipement national, puis secrétaire d'État à la production industrielle), Paul Marion (secrétaire général adjoint pour l'information), Benoist-Méchin (Secrétaire d'État à la vice-présidence du Conseil) se sont connus avant guerre en fréquentant Jacques Barnaud au sein de la banque Worms.
Henry du Moulin de Labarthète, le directeur de cabinet de Pétain, aurait dit à Darlan, lors de son accession au pouvoir : "Mais vous nous amenez toute la banque Worms ! ", et se serait entendu répondre vertement : "Cela vaut toujours mieux que les puceaux de sacristie qui vous entourent ! Pas de généraux, pas de séminaristes, des types jeunes, dessalés, qui s'entendront avec les Fritz, et nous ferons bouillir la bonne marmite".

#### Développement et instrumentalisation du mythe
La mort de Jean Coutrot, retrouvé dans une mare de sang au pied de son immeuble le 19 mai 1941, déclencha une campagne dans la presse collaborationniste parisienne, Au pilori et L’Appel puis L’Œuvre (Marcel Déat), Aujourd’hui (Georges Suarez), Les Nouveaux Temps (Jean Luchaire). Un « complot contre l’État » aurait été ourdi par une « association mystérieuse de polytechniciens, d’inspecteurs des Finances et de financiers […] constituée depuis dix ans pour prendre le pouvoir » .
La dénonciation de la « synarchie » constitue une arme polémique employée par les adversaires de Darlan, comme Déat, pour discréditer l’amiral aux yeux des Français : le dévoilement d’un tel complot appellerait la nomination de ministres déliés de ses influences, c’est-à-dire précisément de collaborationnistes parisiens, principaux propagandistes de ce mythe.

En mai 1941, le maréchal Pétain reçoit un dossier qui prétend exposer « l'existence et l'activité d'une société secrète intitulée Mouvement Synarchique d'Empire (MSE) ». Il s'agit d'une note secrète rédigée par le docteur Henri Martin, l'un des ex-dirigeants de la Cagoule qui dirige une officine de renseignements proche des autorités de Vichy. S'appuyant sur un mystérieux document, le « Pacte synarchiste révolutionnaire pour l'empire français », qui aurait été découvert au domicile de l'ingénieur Coutrot (qui s'est suicidé pour des raisons totalement personnelles en se défenestrant), la note de Martin expose en détail les sombres desseins d'un groupe secret, la "Synarchie", qui aurait été à l'origine de la chute, le 13 décembre 1940, du premier gouvernement de Pierre Laval. La note dénonce une organisation dénommée « Mouvement synarchique d’empire » (MSE), à l'origine du « Pacte synarchiste » qui aurait été voté peu auparavant, en février ou en mars, dans l'appartement de Coutrot.

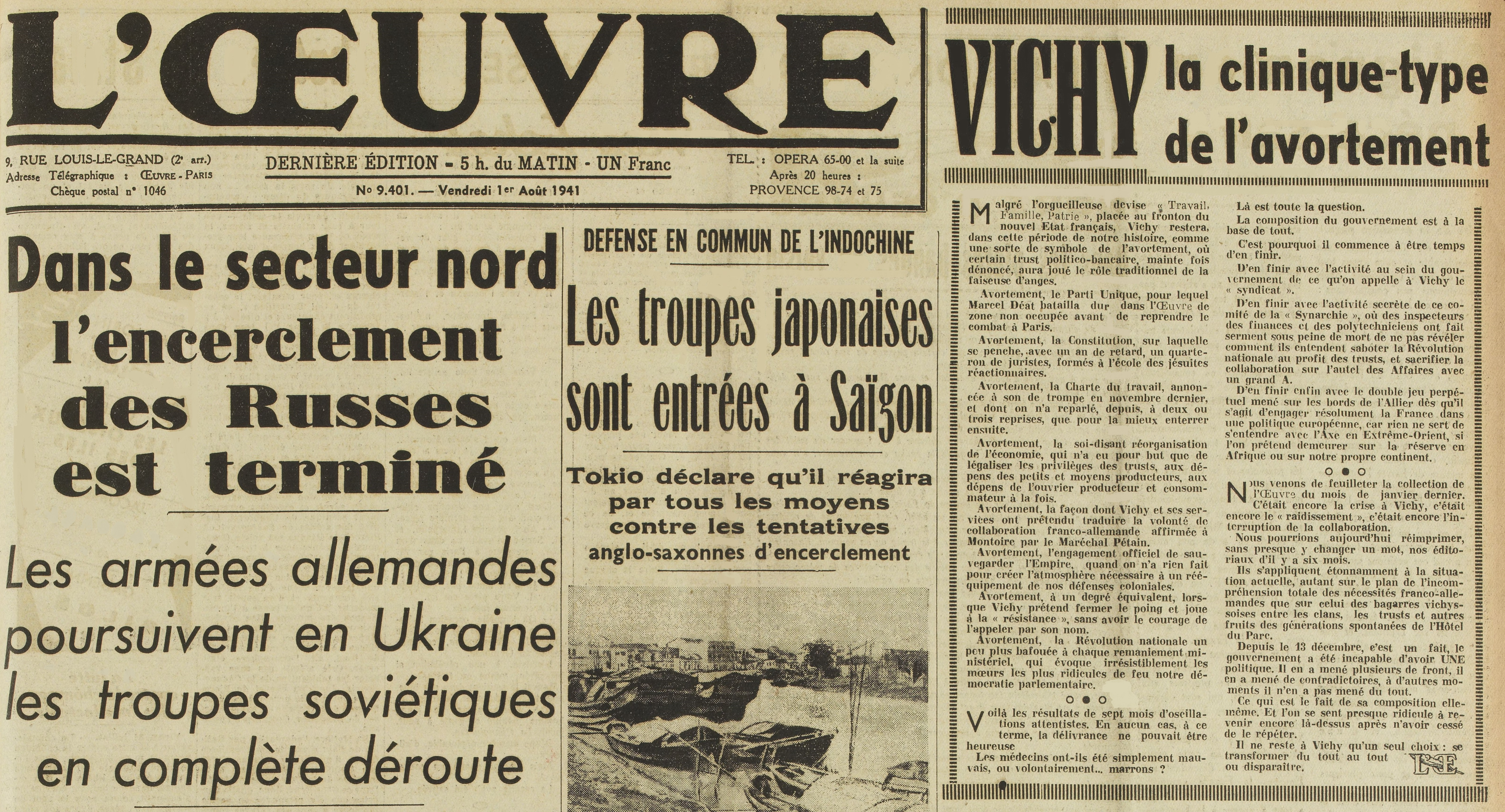
« Vichy la clinique type de l'avortement ».
Une du journal collaborationniste L'Œuvre dénonçant le sabotage de la Révolution nationale soi-disant orchestré par l'activité secrète d'inspecteurs des finances et de polytechniciens regroupés au sein de la Synarchie.

Cette bande aurait été composée presque exclusivement de polytechniciens et d'inspecteurs des finances se réunissant dans un local appartenant à la banque Worms. Ces rencontres auraient été organisées par Gabriel Le Roy Ladurie. Leurs buts auraient été de faire échec à la Révolution nationale mise en place par Pétain, contrôler l'industrie par le biais de groupes financiers internationaux et protéger les intérêts financiers. La note va circuler non seulement à Vichy, mais également à Washington, Londres et Berlin.

L’affaire rebondit en juillet lorsque le directeur de la sûreté nationale de septembre 1940 à septembre 1941, le commissaire Chavin, transmet un nouveau rapport sur le sujet. Le texte est dû probablement à la plume d'un autre personnage de coulisses, un nommé Raoul Husson, ancien collaborateur de la statistique générale de la France (Alfred Sauvy émet aussi l'hypothèse que Husson aurait rédigé lui-même le document). Le « rapport Chavin » présente le complot synarchique comme une tentative du capitalisme international pour « assujettir les économies des différents pays à un contrôle unique et antidémocratique exercé par les groupes de la haute banque ». Avec ce rapport, la synarchie change de place sur l'échiquier. Elle est rejetée à l'extrême-droite. Selon le rapport, c'est même cette secte qui aurait suscité, en 1936, l'organisation subversive d'extrême-droite dite la Cagoule, d'Eugène Deloncle.

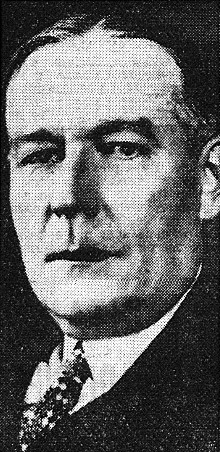
Henry Chavin, directeur général de la Sûreté nationale.

Mettant également en cause Henry du Moulin de Labarthète, directeur du cabinet civil du maréchal Pétain, le rapport Chavin évoque le groupe X-Crise, qui réunissait dans les années 1930 des polytechniciens de tous horizons politiques intéressés par les questions de société, dont Jacques Barnaud, Louis Vallon, Pierre Pucheu, Jules Moch et Jean Coutrot. La banque Worms recrutera dans ce milieu.
Le rapport Chavin circule dans les chancelleries. Toujours en 1941, la presse collaborationniste de Paris, qui a eu vent de l'affaire, reproche à la Synarchie d'avoir voulu saboter les accords de l'entrevue de Montoire et d'être inféodée à la Grande-Bretagne et aux États-Unis. Marcel Déat, directeur de L'Œuvre, s'en prend à l'amiral François Darlan (après le changement ministériel où il remplace Pierre-Étienne Flandin), responsable selon lui de l'éviction de Laval et évoque les liens entre plusieurs membres du cabinet Darlan et la banque Worms, dont Jacques Barnaud, François Lehideux, Jacques Benoist-Méchin, Yves Bouthillier et Pierre Pucheu.

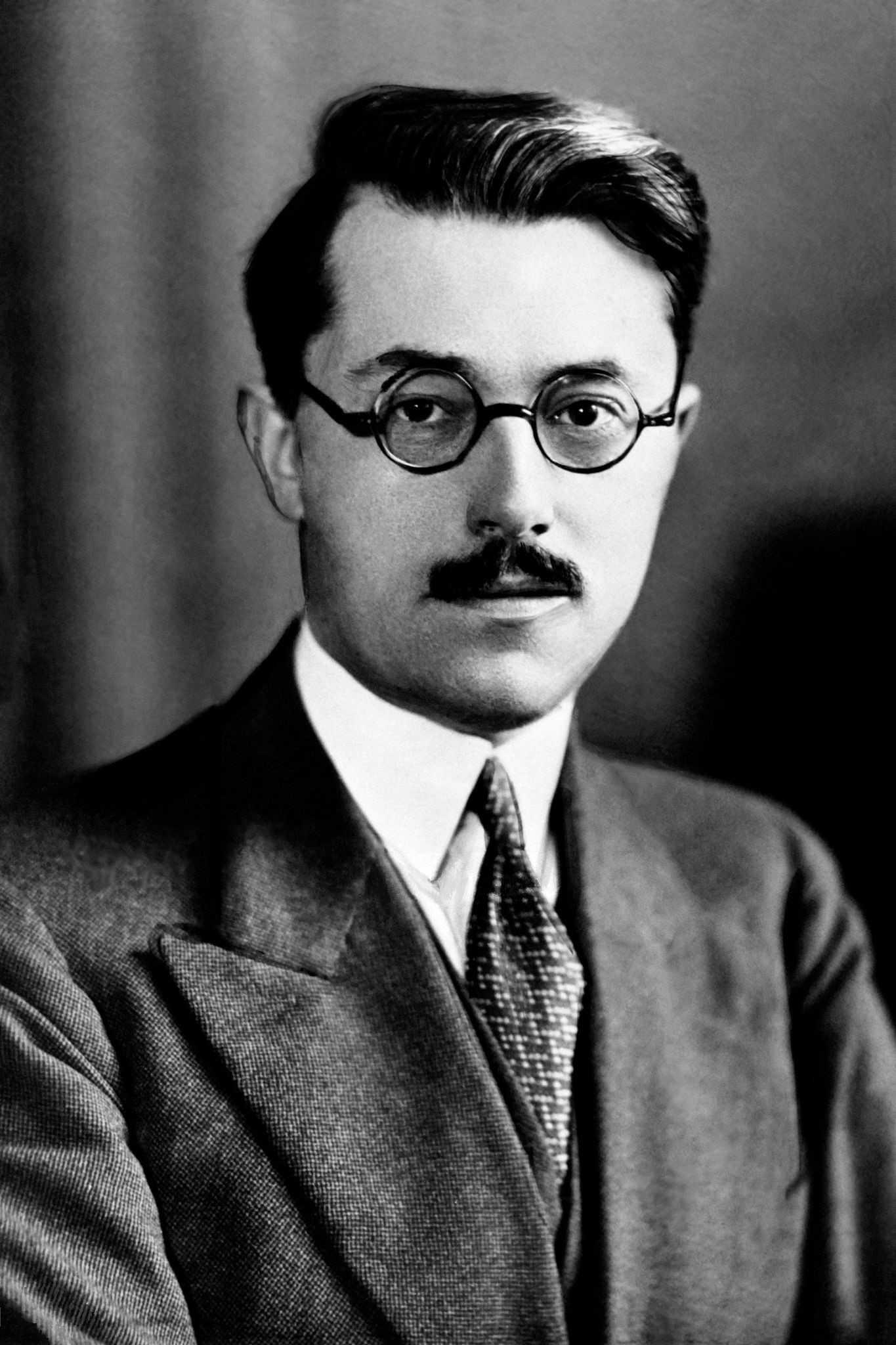
Yves Bouthillier, ministre de l'Économie nationale et des Finances.
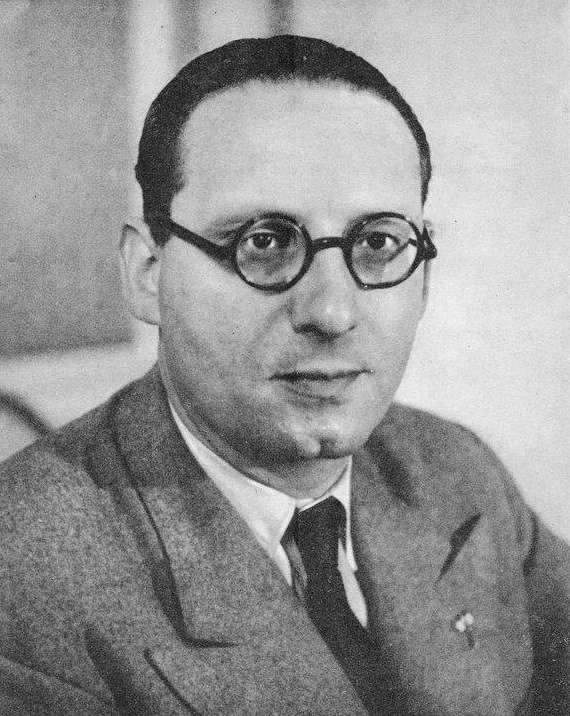
Pierre Pucheu, secrétaire d'État à la Production industrielle.
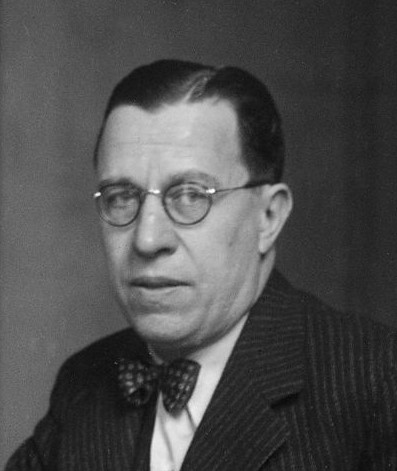
Jacques Barnaud, Délégué général aux Relations économiques franco-allemandes.
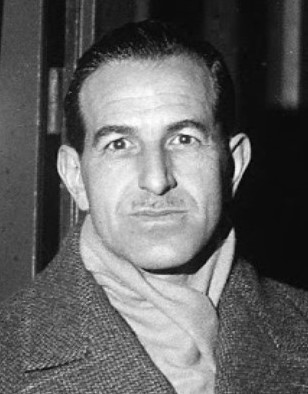
François Lehideux, commissaire à la lutte contre le chômage.
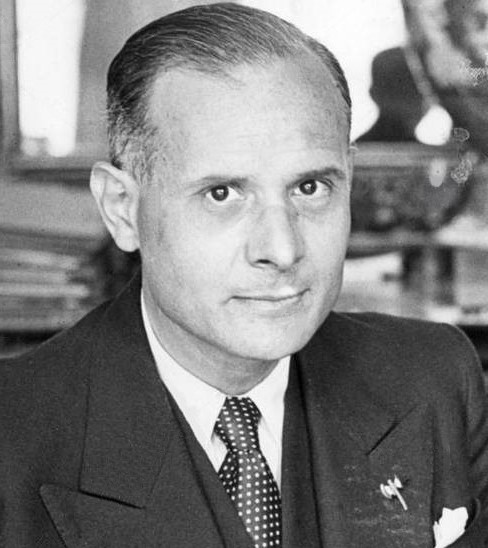
Jacques Benoist-Méchin.

En dépit de leurs liens, ces hommes « ne forment pas une caste homogène, encore moins une « synarchie » », soulignent les historiens contemporanéistes Henry Rousso et Michel Margairaz. Ce dernier chercheur précise que « parmi les responsables politiques, le mythe d’une « synarchie » ourdie par Jean Coutrot a bien été déconstruit [par l'étude d'Olivier Dard]. Certes, des personnalités modernistes (Jacques Barnaud, François Lehideux, Pierre Pucheu) se regroupent dans le gouvernement de Darlan au début de 1941, mais se dispersent quelque peu après le retour de Laval ou après novembre 1942 ».
En août 1941, Pétain lui-même accrédite l’idée d’une puissance occulte des « trusts » et dénonce vigoureusement l’autorité excessive des grandes entreprises au sein des comités d’organisation dans son discours dit « du vent mauvais ». Le complot synarchique est ici mobilisé par le chef de l’Etat pour se dédouaner des erreurs du régime en matière de ravitaillement. Ce faisant, il mine durablement l’autorité des comités dont il a contribué à la création. Il lui sert aussi à justifier  le tour de vis autoritaire du régime, immédiatement mis en œuvre (serment personnel des fonctionnaires, jugement des anciens responsables républicains, sections spéciales, etc.). Parfaitement incompétent en matière économique, Pétain ne va cependant pas plus loin.
Selon l’historien Gilles Richard, l’épisode rocambolesque apparaît comme un exemple emblématique des affrontements qui firent rage à Vichy, souvent envenimés par les collaborationnistes parisiens, entre mouvance conservatrice maurrassienne et technocrates adeptes de « l’Europe nouvelle ».

### Le mythe synarchique à la Libération

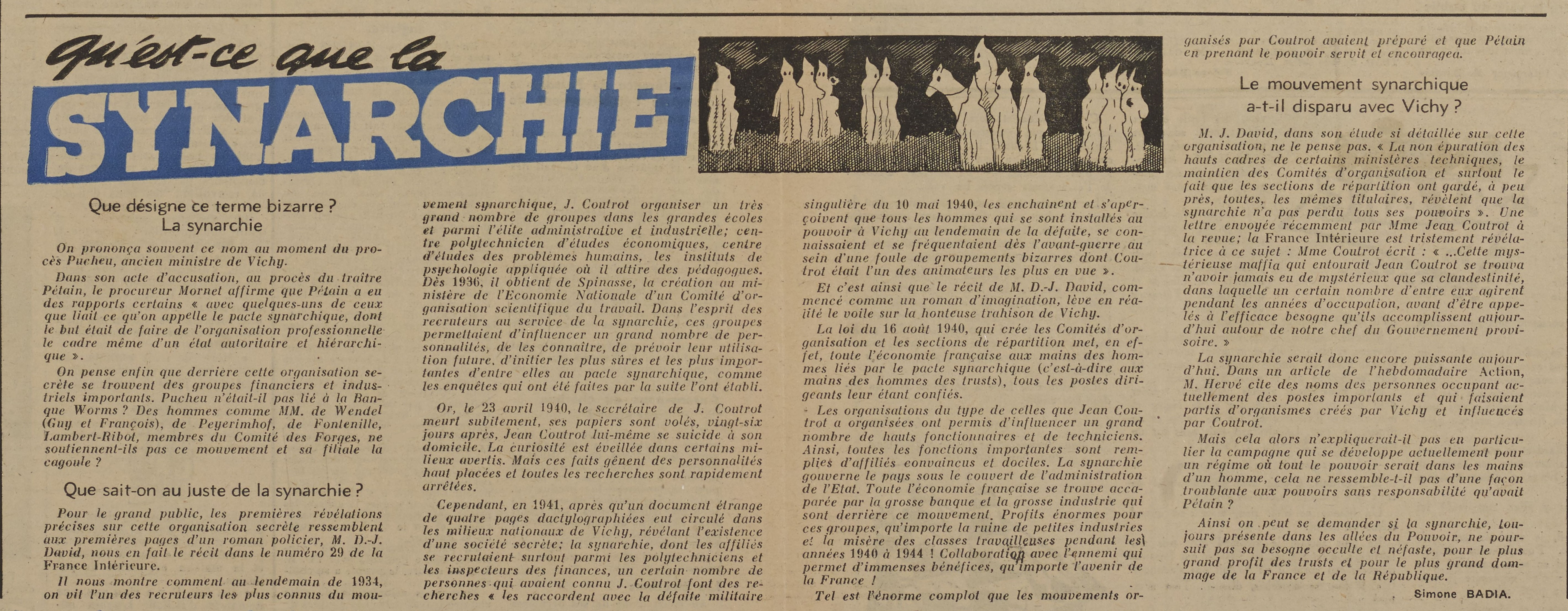
Article consacré à l'énorme complot de la Synarchie, publié le 10 août 1945 dans Femmes françaises, périodique édité par l'Union des femmes françaises, association liée au parti communiste français.

Le mythe ne disparaît pas avec les combats de la Libération.
En 1944 encore, les Renseignements généraux à Vichy incluent dans la « Synarchie » certains gaullistes, radicaux ou résistants ralliés au Général de Gaulle, dont Gaston Palewski, Henri Frenay, Louis Joxe et le colonel Passy. [réf. nécessaire]
À la Libération, la « Synarchie » est désignée par certains résistants comme la cause de la défaite de l’Armée française en 1940. Le communiste Pierre Hervé écrit dans son livre de 1945 La Libération trahie : "Des hommes avertis considèrent que la synarchie, plus forte que jamais, tiendrait par ses affiliés la plupart des leviers de commande", au service de l'anticommunisme et d'une sorte de "néo-fascisme occidental". C'est là une thèse qui est développée par des centaines d'articles de la presse de gauche. Dans les procès des collaborateurs, la synarchie est constamment évoquée, sans que les juges évidemment puissent jamais en cerner les contours.
Dans l'immédiat après-guerre, le rapport Chavin, avec le "pacte", est publié intégralement par le statisticien Raoul Husson dans l'ouvrage Synarchie, panorama de 25 années d’activités occultes (1946). Pour l'occasion, l'auteur adopte le pseudonyme « Geoffroy de Charnay » en référence au Templier homonyme,. Le « Pacte synarchiste révolutionnaire pour l'empire français », comportant 598 propositions articulées autour de 13 principes fondamentaux, aurait été destiné à amener un nouveau système politique.

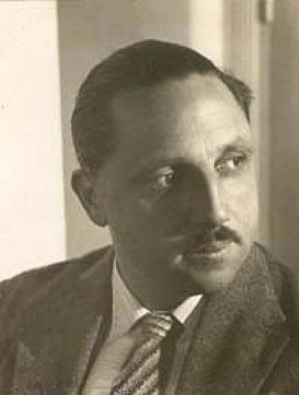
Jean Coutrot.

Au moment où s'enfle la légende synarchique, Jean Coutrot, l'auteur présumé du pacte, n'est plus. Il semble que Coutrot ait bien possédé chez lui un exemplaire du "Pacte synarchique". Mais l'étude attentive que Richard Kuisel a menée des théories comparées du Pacte et de Coutrot le conduit à nier tout à fait qu'il puisse en être l'auteur ou même l'inspirateur. De vagues similitudes parcellaires - qui étaient dans l'air du temps - ne permettent en rien de conclure à une connivence. Ainsi en 1933, Prélude, l'« organe mensuel du Comité central d'action régionaliste et syndicaliste », revendique le terme « synarchie » dans un encadré : « La forme institutionnelle de demain ne peut être qu'une synarchie. Le commandement y sera entre les mains des groupes humains naturels : syndicats - régions - fédérations. C'est sur ce mot neuf que nous nous rallierons désormais. » Toutefois, la revue ne persiste pas à revendiquer cette appellation suggérée par le docteur Pierre Winter.

### Le mythe politique après-guerre

#### Évocations contemporaines du mythe, de l'extrême droite à l'extrême gauche
Malgré son invraisemblance, le mythe n'en réapparaît pas moins de temps en temps. La croyance en la synarchie vue comme « une société secrète [dotée] de gigantesques pouvoirs occultes » demeure prégnante dans certains milieux politiques.
Ainsi, selon un auteur catholique et antimaçonnique adoptant le pseudonyme de A.G. Michel, le « Pacte synarchiste révolutionnaire pour l'empire français » aurait été rédigé en 1936 avant de devenir un agenda politique réel à partir de 1945 à la conférence de Yalta. Ses mots d'ordres seraient ceux qu'ont propagés en France la franc-maçonnerie laïciste et socialiste du Grand Orient de France.
Par ailleurs, l'ex-cagoulard et vichysto-résistant Henri Martin, auteur de la note ayant créé le mythe, transmet sa croyance à son gendre, l'écrivain d'extrême droite Pierre de Villemarest,. Celui-ci considère la nouvelle politique économique (NEP) en URSS, le fascisme en Italie, le nazisme en Allemagne, le New Deal aux États-Unis et la Révolution nationale en France comme des phénomènes à l’identité foncièrement semblable, voulus et provoqués simultanément par la Synarchie, qu'il croit liée à des hautes loges de type maçonnique d’obédience martiniste.
Roger Mennevée soutient, quant à lui, que la Synarchie est un centre de décision unique et mondial, une des « forces occultes qui mènent le monde. » Selon cet essayiste, il y aurait un « pôle P » (protestant) dirigé par des anglo-saxons et des nordiques, un « pôle C/S » (« catholico-synarchiste ») réunissant les intérêts financiers concentrés autour de l’Église et un « pôle C » (communiste) tendant à déposséder les deux premiers de leur prédominance. Il y voit l'action occulte des jésuites. En 1955, dans la revue Contre-Courant de l'anarchiste Louis Louvet, Paul Rassinier publie un article intitulé « Le Parlement aux mains des banques », où il « véhicul[e] la théorie conspirationniste de la « synarchie » sans cacher ses sources : Henry Coston, Roger Mennevée, Jean Galtier-Boissière », selon le Maitron.

#### Le mythe politique relancé par Annie Lacroix-Riz

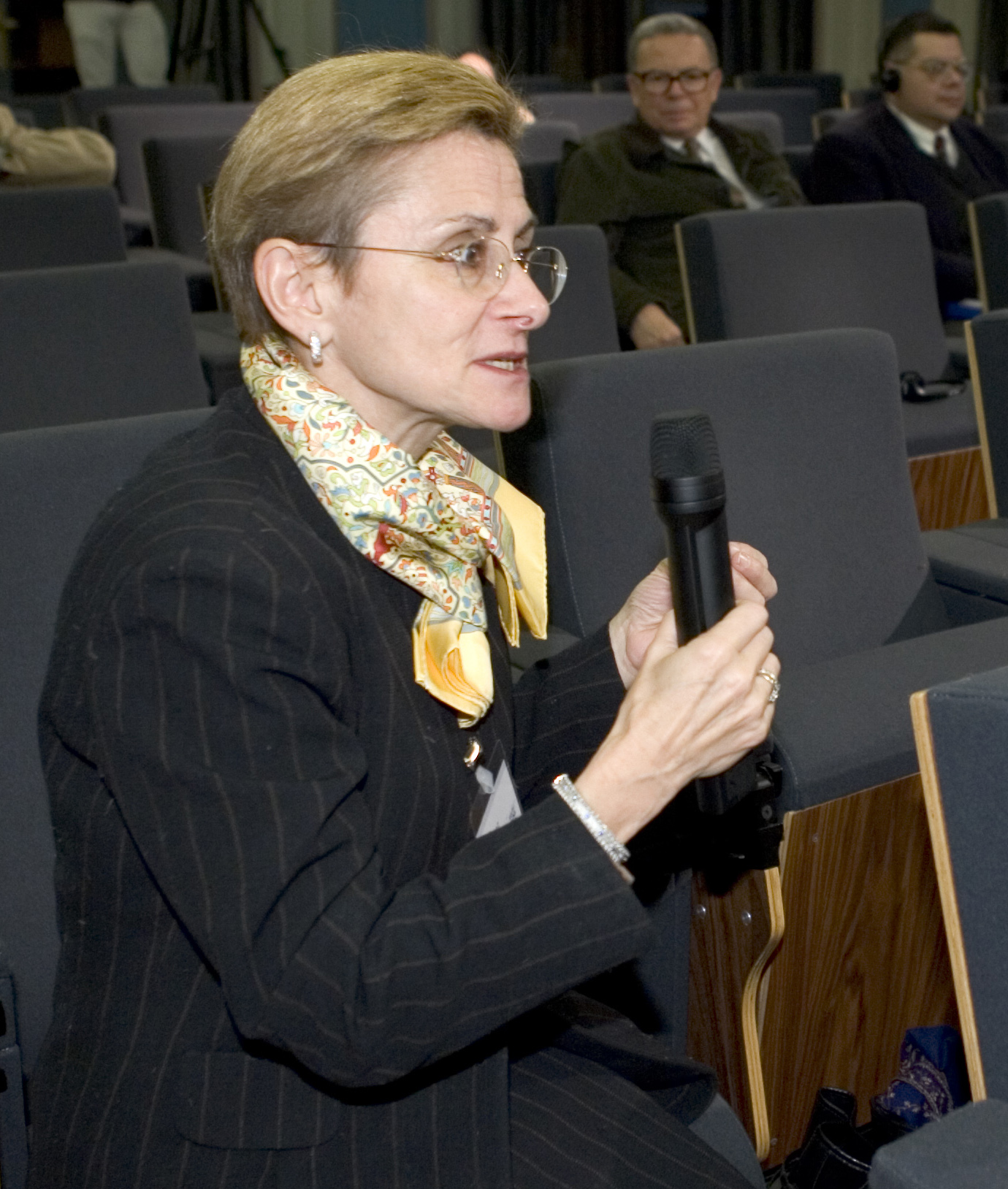
Annie Lacroix-Riz à la conférence Axis for Peace organisée par le Réseau Voltaire en 2005 Conspiracy Watch qualifie la liste des participants de who's who des auteurs conspirationnistes les plus en vue de l’époque.

Annie Lacroix-Riz, historienne marxiste-léniniste membre du Pôle de renaissance communiste en France (PRCF)    tente d'accréditer la théorie du complot synarchique en affirmant que « les synarques » n'auraient pas eu pour but de ruiner la Révolution nationale du maréchal Pétain mais représenteraient les intérêts de groupes financiers et d'organismes patronaux liés à des groupes ou organismes allemands souhaitant comme leurs homologues d'outre-Rhin l'instauration d'un régime fasciste,. En outre, Lacroix-Riz affirme que le gouvernement d'Édouard Daladier se serait montré complaisant vis-à-vis des éléments anti-républicains en raison de « l'investissement de l'appareil d'État par le club synarcho-cagoulard »,.
Or l'historien Hubert Bonin signale qu'en élargissant « le spectre du complot antidémocratique d'un clan synarchique à quasiment l'ensemble du patronat », Annie Lacroix-Riz « contredit l'ensemble de la communauté historienne ». Pour sa part, l'historien Gilles Morin observe que « les thèmes favoris de l'auteure, qu'elle simplifie de livre en livre, ne font pas dans la nuance : les élites françaises n'auraient cessé de trahir et auraient participé à un vaste complot dès la fin de la Grande Guerre, celui de la synarchie. Ces « synarcho-cagoulards », appuyés par les États-Unis et le Vatican, auraient eu pour but d’en finir avec la République et le communisme. Ces élites auraient délibérément choisi, au temps du Front populaire, le nazisme plutôt que l'alliance avec l'URSS et donné naissance à Vichy. » De surcroît, « sa fascination pour les complots « synarcho-cagoulards » » conduit Lacroix-Riz à plusieurs approximations sur la Cagoule et à pratiquer « l'insinuation permanente » au sujet de l'entourage du général de Gaulle au sein de la France libre, ce pourquoi l'historienne obtient légalement un droit de réponse à cet article, publié dans la même revue.
L'historien Thibault Tellier souligne qu'en dépeignant un complot synarchique infiltrant l'État républicain, Annie Lacroix-Riz allègue d'une part la diversité des conspirateurs « (militaires, politiques, industriels, ingénieurs, etc.) ; d’autre part, la perméabilité de toutes les sphères républicaines à [ce complot], y compris à gauche, puisqu’à en croire l’auteur, de nombreux responsables radicaux comme socialistes auraient participé au projet ». Or Thibault Tellier ajoute que « depuis quelques années, plusieurs historiens, dont Olivier Dard, ont révélé la part de mythe dans l’existence d'un soi-disant complot synarchique contre la République. Dès lors, le parti pris doctrinaire adopté par l'auteur fragilise son argumentation. » De la sorte, les considérations de Lacroix-Riz sur le personnel politique français de 1940 « témoigne(nt) en particulier des a priori de l'auteur dans le but d'étayer son postulat de départ »,.
L'historien Olivier Dard estime que ces écrits relèvent « d'un discours anticapitaliste d'extrême gauche qui instruit à travers la synarchie le procès traditionnel du « grand capital » et des élites. » À titre d'exemple d'un « moment d'oscillation des marges » politiques, l'historien Nicolas Lebourg mentionne « le succès à gauche des ouvrages conspirationnistes d'Annie Lacroix-Riz » qui viennent « moderniser le mythe de la Synarchie ».
Jean-Noël Jeanneney conclut de même « de l'absence de toute trace d'un fait, le mythe ne se gêne pas pour conclure, paradoxalement, qu'il est d'autant mieux avéré - preuve étant faite ainsi du prodigieux pouvoir de dissimulation dont jouissent les mystérieux comploteurs. »

### Sources primaires

#### Ouvrages de Saint-Yves
- Testament lyrique, 1877
- Clefs de l’Orient, 1877
- Missions
  - Mission des Souverains, par l'un d'eux, Paris, Calmann Lévy, 1882, 435 p. Rééd. 1948 
  - Mission des Ouvriers, Paris, Calmann Lévy, 1882, 3e éd. 1884, 64 p. Rééd. Nice, Bélisane, 1979, 64 p. 
  - Mission des Juifs, Paris, Calmann Lévy, 1884, 947 p. Rééd. Éditions traditionnelles 1973
  - Mission de l’Inde en Europe, mission de l'Europe en Asie. La question du Mahatma et sa solution, 1886. Rééd. Dualpha, 2006, 222 p. 
  - La France vraie ou la Mission des Français, 1887
- Jeanne d’Arc victorieuse, 1890
- L'Archéomètre, clef de toutes les religions et de toutes les sciences de l'Antiquité, réforme synthétique de tous les arts contemporains (1895 ss., édité après la mort de Saint-Yves), Paris, Dorbon aîné, 1911, 332 p. Rééd. Guy Trédaniel, 1990, 332 p.

#### Études sur Saint-Yves et l'ésotérisme
- Jean-Pierre Laurant, L'ésotérisme chrétien en France au XIXe siècle, Lausanne, L'Âge d'Homme, coll. « Politica Hermetica », 1992, 244 p. (ISBN 2-8251-0330-6, présentation en ligne).
- Jean Saunier, La Synarchie, Évreux, Le Cercle du bibliophile, coll. « Histoire des personnages mystérieux et des sociétés secrètes », 1973 (1re éd. 1971, Paris, Culture, art, loisirs), 287 p.Le faux-titre porte : La Synarchie ou le Vieux rêve d'une société nouvelle.
- Jean Saunier, Saint-Yves d'Alveydre ou une synarchie sans énigme, Paris, Dervy-livres, coll. « Histoire et tradition », 1981, 485 p. (ISBN 2-85076-141-9, présentation en ligne).

#### Études historiques sur le complot mythique et la synarchie
- Olivier Dard, « Voyage à l'intérieur d'X-Crise », Vingtième Siècle : Revue d'histoire, Paris, Presses de Sciences Po (PFNSP), no 47,‎ juillet-septembre 1995, p. 132-147 (lire en ligne).
- Olivier Dard, Jean Coutrot : de l'ingénieur au prophète, Besançon, Presses universitaires franc-comtoises, coll. « Annales littéraires de l'Université de Franche-Comté / Historiques » (no 15), 1999, 468 p. (ISBN 2-913322-06-9, présentation en ligne).
- Olivier Dard, La synarchie ou le mythe du complot permanent, Paris, Perrin, coll. « Terre d'histoire », 1998, 294 p. (ISBN 2-262-01099-4, présentation en ligne)Réédition revue : Olivier Dard, La synarchie ou le mythe du complot permanent, Paris, Perrin, coll. « Tempus » (no 469), 2012, 384 p., poche (ISBN 978-2-262-04101-4, présentation en ligne), [présentation en ligne].
- Olivier Dard, « Mythologies conspirationnistes et figures du discours antipatronal », Vingtième Siècle : Revue d'histoire, Paris, Presses de Sciences Po, no 114 « Patrons et patronat en France au 20e siècle »,‎ avril-juin 2012, p. 136-151 (lire en ligne).
- Jean-Noël Jeanneney, L'argent caché : milieux d'affaires et pouvoirs politiques dans la France du XXe siècle, Paris, Seuil, coll. « Points. Histoire » (no 70), 1984, 2e éd. (1re éd. 1981, Fayard), 306 p. (ISBN 2-02-006728-5), « La Synarchie », p. 231-241.
- (en) Richard F. Kuisel, « The legend of the Vichy Synarchy », French Historical Studies, Duke University Press, vol. VI, no 3,‎ printemps 1970, p. 365-398 (JSTOR 286065).
- Annie Lacroix-Riz, Le choix de la défaite : les élites françaises dans les années 1930, Paris, Armand Colin, 2009, 2e éd. (1re éd. 2006), 679 p. (ISBN 978-2-200-35111-3).
- Annie Lacroix-Riz, De Munich à Vichy : l'assassinat de la Troisième République, 1938-1940, Paris, Armand Colin, 2008, VIII-408 p. (ISBN 978-2-200-35111-3, présentation en ligne).
- Alfred Sauvy (avec le concours d'Anita Hirsch), De la rumeur à l'histoire, Paris, Dunod, coll. « Idem », 2012 (1re éd. 1985), 298 p. (ISBN 978-2-10-058418-5, présentation en ligne), chap. 20 (« Complots et synarchie »), p. 275-282.

##### Mythes conspirationnistes sur la synarchie
- Albert Bayet (préf. Georges Chabot), Les technocrates et la synarchie, Éditions du Franc-tireur (Imprimerie de l'Entreprise de presse ; reproduction photo-lithographique de l'édition clandestine de février 1944), 1944, 102 p., in-16.
- Raoul Husson (sous le pseudonyme de Geoffroy de Charnay, Synarchie, panorama de 25 années d’activités occultes, 1946.
- Henry Coston (dir.), Les technocrates et la synarchie, Paris, la Librairie française (numéro spécial de Lectures françaises), 1962, 215 p..
- Henri Azeau et André Ulmann, Synarchie et pouvoir. Histoire véritable de la synarchie, 1968, présentation en ligne.
- Yann Moncomble, Du viol des foules à la Synarchie ou le complot permanent, Faits et Documents, 1983, 239 p. (lire en ligne [PDF])
- A.G. Michel, Mondialisme maçonnique, Éditions du Trident, 2007 (ISBN 978-2848800172).
- Roger Mennevée, Documents politiques et financiers, 1920.